# Musa bauensis
Musa bauensis är en enhjärtbladig växtart som beskrevs av Markku Häkkinen och Kalu Meekiong. Musa bauensis ingår i släktet bananer, och familjen bananväxter. Inga underarter finns listade i Catalogue of Life.